# Yaotiliztli
El Yaotiliztli es un Arte de combate o marcial utilizado por los guerreros aztecas de la antigua Tenochtitlan (actual Ciudad de México). Hoy en día hay quien dice practicarlo e incluso existe difusión del mismo en Europa del Este (Rumania y Polonia principalmente), sin embargo se considera una técnica lamentablemente perdida al igual que otras que se manejaban por las diferentes culturas de la antigua Anáhuac (actualmente México, Centroamérica y casi la mitad de Estados Unidos.)
- Datos: Q6169791